# 福島鉄平
福島 鉄平（ふくしま てっぺい、1979年4月23日 - ）は、日本の漫画家。長野県出身。

## 来歴
多摩美術大学グラフィックデザイン科在学中に持ち込みし、2000年に『コミックフラッパー』でデビュー。のちに『週刊少年ジャンプ』月例賞への投稿を開始し、2003年に『赤マルジャンプ』掲載の『red』にて再デビューを果たす。その後『切法師』（中島諭宇樹）のアシスタントを務めていた。
『週刊少年ジャンプ』2007年14号より開始した『サムライうさぎ』が連載デビュー作となる。

## 人物
兄がおり、「一見頼りないが、僕よりも色々考えていて、行動力があるすごい人」というのを自分の中の兄貴像としており、漫画を描くときの兄貴像に必ず含めているという。
基本的にアニメを見る習慣はないが、たまたま見たカートゥーンの面白さに感動しており、漫画では山本ルンルン（『マシュマロ通信』など）のデフォルメされた絵に影響を受けている。「こんなにかわいい絵があるんだ」と驚き、そこから自分の絵柄がガラッと変わったという。『コミックフラッパー』に持ち込んでいたときは大友克洋のような絵を描いてみたいと思っていたが、当時は漫画を描くことに対して真摯に向き合えていなかったといい、このままではダメだと思い『週刊少年ジャンプ』に持ち込みをした頃に山本の絵に出会ったので、ターニングポイントになったと言えると語っている。

## 作品リスト

### 連載
- サムライうさぎ（『週刊少年ジャンプ』2007年14号 - 2008年33号）
- こども・おとな（『ミラクルジャンプ』2015年10月号 - 2016年2月号、2016年6月号）
- ボクらは魔法少年（『週刊ヤングジャンプ』2018年13号 - 2019年14号〈月1連載〉、『ウルトラジャンプ』2019年10月号 - 2021年9月号） - 『となりのヤングジャンプ』と並行連載。
- 放課後ひみつクラブ（『少年ジャンプ+』2022年10月18日[4] - 2024年12月10日[5]）

### 読み切り
- 牛乳時代（『コミックフラッパー』2000年9月号）
- ブルースをけとばせ（『コミックフラッパー』2000年10月号）
- オカシラサマ（『コミックフラッパー』2001年4月号）
- ゲット・ツー（『コミックフラッパー』2001年12月号）
- ネジ、抜けてます（『コミックフラッパー』2002年6月号）
- 牛乳時代『がんばれチョーさん』（『コミックフラッパー』2002年7月号）
- デザート（『コミックフラッパー』2002年8月号）
- red（『赤マルジャンプ』2003SUMMER） - 「人の御霊（能力）を他人に移す刀」である「抜魂刀（ばっこんとう）」の存在を知った肌の赤い少年・赤丸が、目・耳・口の不自由な妹・サトに自身の御霊を移して治すためにとその謎に迫る様子を描く。
- ナイン（『赤マルジャンプ』2004WINTER） - 立派な侍になる事を夢見ながらもトラウマから剣術の稽古もままならない少年・太刀助に、「他の動物に寄生して命を共有する、九つの命を持った生物」である九生獣が寄生し、トラウマを克服する様を描く。
- プルソウル（『週刊少年ジャンプ』2004年34号） - 第1回ジャンプ金未来杯エントリー作品。
- よしっ!!（『週刊少年ジャンプ』2004年52号） - 『サムライうさぎ』8巻に併録。
- サムライうさぎ特別編（『赤マルジャンプ』2008SUMMER） - 『サムライうさぎ』8巻に収録。
- あんねちゃんたろう（『赤マルジャンプ』2010WINTER） - 『福島鉄平短編集 スイミング』に収録。
- 月・水・金はスイミング（『週刊少年ジャンプ』2011年10号） - 『福島鉄平短編集 スイミング』に収録。
- 反省してカメダくん（『ジャンプスクエア』2012年9月号） - 『福島鉄平短編集 スイミング』に収録。
- きらわれもののマギル（『ジャンプLIVE』1号） - 『福島鉄平短編集 スイミング』に収録。
- アマリリス（『ミラクルジャンプ』2014年6月号） - 『福島鉄平短編集 アマリリス』に収録。
- イーサン飯店の兄弟は今日も仲良し（『ミラクルジャンプ』2014年7月号） - 『福島鉄平短編集 アマリリス』に収録。
- ハルよ来い（『ミラクルジャンプ』2014年8月号） - 『福島鉄平短編集 アマリリス』に収録。
- ルチア・オンゾーネ、待つ（『週刊ヤングジャンプ』2014年40号） - 『福島鉄平短編集 アマリリス』に収録。
- 私と小百合（『週刊ヤングジャンプ』2014年45号） - 『福島鉄平短編集 アマリリス』に収録。
- アマリリス【epilogue】（『福島鉄平短編集 アマリリス』2014年） - 単行本描き下ろし。
- マドカさんは知らない（『福島鉄平短編集 スイミング』2014年） - 単行本描き下ろし。
- ハンガーストライキ！（原作：西尾維新、『週刊ヤングジャンプ』2015年1号）
- オルガとイリ（『週刊ヤングジャンプ』2018年9号）

### 書籍
- 『サムライうさぎ』、集英社〈ジャンプ コミックス〉2007年 - 2008年、全8巻
- 『福島鉄平短編集 アマリリス』集英社〈ヤングジャンプ コミックス〉、2014年12月19日発売、ISBN 978-4-08-890072-8
- 『福島鉄平短編集 スイミング』集英社〈ヤングジャンプ コミックス〉、2014年12月19日発売、ISBN 978-4-08-890073-5
- 『こども・おとな』集英社〈ヤングジャンプ コミックス〉、2016年5月19日発売、ISBN 978-4-08-890409-2
- 『ボクらは魔法少年』、集英社〈ヤングジャンプ コミックス〉2018年 - 2021年、全7巻
- 『放課後ひみつクラブ』、集英社〈ジャンプ コミックス〉2023年 - 2025年、全8巻

## 関連人物
中島諭宇樹
師匠。